# Колак
Колак је српско презиме. Презиме Колак није уобичајено, али се код Срба среће врло рано и по учесталости се (по неким истраживањима) налази на 800. месту у Србији. Међутим, оно није само презиме већ и име братству. Братство Колак чине и они који имају друга презимена, али у предању чувају успомену на своје старо презиме и порекло. Истраживања порекла становништва има дугу традицију у српској науци. Најзначајнији резултати објављени су у Српском етнографском зборнику Српске академије наука и уметности, где је објављена и студија др. Милисава Лутовца, Ибарски Колашин — антропогеографска истраживања. У овој првој целовитој студији о Колашину, поред других родова, помињу се и Колаци, односно Колаковићи.

## Порекло и миграције Колака
Презиме Колак спада у неуобичајна српска презимена. Оно не значи само презиме већ означава и припадност веома разгранатом братству. Данас Колацима припадају и они који већ одавно имају друга презимена, али који, скоро љубоморно, чувају сећање на своје старо презиме и порекло. По доста увреженом ставу реч колак значи хајдучки јатак. Међутим, изведеница колак (типа јатак, санџак, конак) је турцизам од речи кол што значи рука. Можда може асоцирати на човека који има телесни недостатак, рецимо једнорук или без руке. Постоји мишљење да је презиме Колак наметнуто од стране Турака неком давном претку, који се опирао турској власти. Намера је била да се казне непослушни давањем оваквих презимена. Тако је и прецима Колака одузето старо српско презиме, а као трајно остало им је презиме Колак. Колаци су ушли у народну књижевност преко различитих песама, а познати су и кроз пословицу: „Тешко Колаку на рђаву конаку”. Колаци су пореклом из села Риђана, из Старе Херцеговине (данас припада општини Никшић). Има мишљења да воде даље порекло од племена Риђана по коме је поменуто село и добило име. Риђани су живели у западној половини жупе Оногошт, где су у средњем веку били највеће и најјаче племе. Петар Шобајић сматра да се њихова велика племенска територија пружала од града Оногошта на запад све до Рисна и до врха планине Орјена изнад Боке, и обухватала западну половину Никшићког Поља и племена Никшићке Рудине, Грахова и Кривошије, а уз то Леденице и Убле изнад Рисна, и предео Трешњева, сада у Цуцама. Постепено је ово племе потиснуто од млађег племена Никшићи, тако да је од 16. века на челу и једног и другог племена био војвода Грдан Никшић, познат по устанцима против Турака. Има и оних који мисле да Колаци припадају роду Никшића.
Исељавање из Риђана почиње када су се Турци учврстили у Оногошту, а постало је масовно када је Нуман-паша Ћуприлић напао жупу Оногошт (Никшић) 1714. године. Колаци из Риђана исељавали су се у неколико праваца. Један од Колака се преселио у село Туље, на подручје Поповог поља. Потом је један од њих прешао у Јасеницу, а одатле у Хум. Из Туља је неки Колак отишао у манастир Тврдош где је био манастирски пчелар. Род овим Колацима су и Влачићи у Полицама код Требиња. Родоначелник Колака у Хуму је највероватније Марко, отац Мијата, Сима и Јова Колака. Међу Мијатовим синовима најпознатији је Василије Васо Колак (1859—1939), познати брчански трговац. Херцеговачки Колаци били су познати трговци у Београду, Трсту и другим градовима. Део братства се, највероватније у исто време, преко Ибарског Колашина и Старога Влаха, запутио према просторима садашње Србије. Радоје Ускоковић сматра да су постојала два правца исељавања Колака из Риђана: једни су отишли у Попово Поље код Требиња, а други у Ибарски Колашин, у село Бање. Из Колашина су се спустили у околини Сјенице (села Дивља Река и Урсуле) и код Новог Пазара, у села Кућане и Јавор. Одатле су неки отишли у Стари Влах (Косовица више Ивањице), у чачанска села (Рајац и Жаочане), у Гружи (Борач, Витановац), Левач (Беле Воде), као и у жичке Матаруге (Никићи).
Колака има у Врнчанима под Кабларом, као и у качерским селима Јарменовци и Калањевци. У Јарменовце су се Колаци доселили средином 18. века и њима припадају Драшковићи, Делимарковићи, Маркићевићи и Крстићи. У Калањевцима су задржали презиме Колаковић. Радојевићи из Паланке такође припадају Колацима и овде су се доселили из Јарменоваца. Род су им Драшковићи—Делимарковићи. Припадници овог братства могу се наћи и у селима Колубаре и Подгорине. Има их у Гуњици и тамо су познати као Станојице. Оснивачи су овог села у које су дошли из Риђана у Жупи Никшићкој, током 17. века. У Гуњицу су дошла три брата: Станоје (отуда Станојице) је остао овде, други је отишао у Бабајић, а трећи преко Љига у Јарменовце. Неки од ових Колака су се, приликом сеобе, задржали у Старом Влаху. У Бабајић су сишле три породице и населиле се у Годевцу, код Колачке чесме. Једна од ове три породице се врло брзо одселила у Качер, у Јарменовце. Од њих су тамошњи Колаковићи, који су сви променили ово старо презиме.
Колаковића има и у Ваљевској Тамнави. У првој половини 18. века у село Бајевце се доселио Баја Колаковић, по коме је село и добило име. Баја је имао три сина: Јована, Петра и Велимира, званог Беку. Јованови потомци су: Колаковићи и Ђурђићи; Петрови су: Рајковићи, Живановићи, Драгићевићи и Васиљевићи; Бекини су: Бекићи, Штукићи и Јаковљевићи. Из породице Баје Колаковића су чувени кнез Васиљ Павловић и игуман Јеремија, старешина манастира Грабовца. Кнез Васиљ је био позната личност из оба српска устанка. Јеремија (1768—1838) је био његов рођени синовац. И он се истакао у ратовима, а манастиру је обезбедио велику имовину. Колаковића има и у Стублинама, у Ваљевској Тамнави. Воде порекло од Иконића из Врховина. У Стублинама носе презимена: Недељковић, Зарић, Јаковљевић и Петровић.

## Досељавање Колака у Колашин
Простор Старог Колашина је аутентичан географски и етнички простор који има своју дугу традицију. Сама област се најчешће назива само Колашин, док је атрибут Стари најдуже у употреби. Атрибут Ибарски се најкасније јавља и у научној употреби је, паралелно са Старим, од времена Јована Цвијића. Добар познавалац овога краја, књижевник Григорије Божовић, два Колашина у Црној Гори назива Горњим и Доњим, док Колашин на Ибру назива Старим: „И најзад постоји на горњем Ибру још трећи Колашин, онај између Рожаја и Митровице, који су и Гопчевић и Цвијић назвали Старим Колашином, по свој прилици због тога што су им стари људи тако рекли, јер по неком тамном предању то би био основни Колашин, од кога су се после тако развила и прозвала и она два друга. Међутим и овај се, мој Колашин, зове само тако а не и 'старим', јер му је само такво име живо и у потреби и на месту и унаоколо”. Слично мишљење је изнео и Глиша Елезовић, полемишући са Цвијићевим ставовима: „Цвијић, додуше, вели да су становници ибарског Колашина досељени у разна времена, а нарочито почетком 19. века из црногорског и новопазарског или боље рећи из Горњег и Доњег Колашина, па су нови завичај крстили именом свога старог завичаја. Али чак кад би у истини ствар тако стајала, тешко је претпоставити да су ти досељеници могли натурити име своје покрајине једној кнежини, која пре свега није била ненасељена, а културна је била свакојако бар колико и покрајина из које су се нови досељеници селили, те према томе није била без имена и пуста. Не треба заборавити да су у овом малом Колашину били Брњаци познати културни центар још у доба краља Милутина и краљице Јелене. Сем тога овај Ибарски Колашин био је једна од ретко очуваних српских оаза”. Мало је старих извора у којима се помиње Колашин. У Дечанском поменику, на листу 145', помиње се долазак поклоника из „НАХИЈЕ ИБАР КОЛАШИН”. Овај поменик је вођен од 1595. године, али је поменути запис свакако из познијег времена. На једном фреско-натпису из 1673. године, у цркви Светог Јована Претече у Црколезу, поомињу се као ктитори живописа поп Иван и поп Марко, „отачаством Колашини”. То би био најстарији помен Колашина у изворима. Ова област, као и један број села у њој, помиње се и у Девичком катастиху 1770. и 1783. године.
Када је реч о границама ове области њих је прецизно одредио Григорије Божовић и саопштио их Глиши Елезовићу: „Оклачка Глава на Жабаре (Мојстирска клисура)”, Црна Ријека до Рибарића на Ибру; током Ибра до ушћа Струмачке Реке, уз реку до Црног Врха на Рогозни; развођем Рогозне на пресло код села Јунака, на планину Бабова више Бањске и испод села Козарева се спушта и Жировничку реку, прелази преко брда у Јагњеничку Реку и овом реком до Ибра; захвата село Зупче, па на Шишковића Дуб код села Кошутова, даље се спушта преко брда у правој линији на реку Клину, обухватајући село Горњи Стрмац. Даље је граница ишла планинском гредом изнад села Радишева до села Рудника изнад Сувог Грла и пресеца село Дрен одакле се пење на Мокру Планину; гредом Мокре Горе до Оклачке Главе, која сва припада Колашину”. Са мање детаља Божовић омеђује Колашин на страницама својих Приповедака из 1926. године: „Удно Санџака, на падинама Мокре и Рогозне, изнад Косова, петнаест километара више Митровице уз Ибар па до Рибарића, протеже се брдовита горштачка жупа или нахија Колашин. Његова северна граница иде билом Рогозне, а крајња му је јужна тачка на брду више Рудника у срезу дреничком. Својим горњим током протиче кроз њега река Ибар”. Простор Старог Колашина највећим делом данас припада општини Зубин Поток, а један део општинама Нови Пазар и Тутин.
У Стари Колашин Колаци долазе, највероватније, током 18. века. Насељавају села Бање, Пресека и Перковац. У Бањама су сви становници Колаци и то је највеће и једино поптуно Колачко село у Србији. Колаковића је било и у Перковцу, али су одатле одселили и у том селу нема више становника. Драгоцене податке о присуству Колаковића у Пресеци пружа Дечански поменик. Међу другим колашинским поклоницима, који су посетили Високе Дечане, уписани су и Колаковићи из Пресеке: Манда, Комлен, Милан и Вукадин. Међу свим уписаним ходочасницима из Колашина, једино су Колаковићи истакли своје презиме. Данас у овом селу нема Колаковића, а у Пресеку након њих долазе Дробњаци. Највећи број исељених Колаковића је из Бања, као и из других колашинских села (Врановиће, Пресека и Перковац). Они су населили села у Топлици, Гружи Средњем Ибру, Расу, Рогозни итд. Један део је највероватније, преко Рогозне, Сјенице и Старог Влаха доспео у централне области Србије, док је по мишљењу Колака други већи део кренуо долином Рашке и Ибра ка тим просторима. Колашин им је био етапна олбаст у даљим миграцијама. Сви они и данас чувају сећање да су се њихови преци доселили управо из Колашина. Зато се ови Колаци називају колашинским Колацима, које везује слава Свети Никола и, највећи део њих, преслава Свети Илија.

## Колашински Колаци
Колаци данас живе у колашинским селима Бање, Врановиће и Драгочево. Село Бање насељавају Колаковићи, највероватније, негде у 18. веку. Заједнички предак имао је синове Боја, Гвозда и Милутина. Од њих су данашњи Бојовићи, Милуновићи и Гвозденовићи. Од Гвозденовићи су данашњи Радојевићи, а Колаци су и Радовановићи, Лазовићи, Пантелићи, Милићи, Марковићи, Маринковићи, Васиљевићи и Јосивљевићи. Забележено је да Колаци потичу од неке баба Коле. Није јасно, међутим, да ли је ово надимак од имена или, што је вероватније, од презимена. И данас се понегде може чути да се жена која припада овом братству назива Колакуша. Исто предање о заједничком претку сачували су и Јовићи (Колаци) у Белом Пољу код Куршумлије, као и Веселиновићи и Гвоздићи у Постењу код Лепосавића.
Међу знаменитим Колацима из Бања истиче се Данило Колаковић. Рођен је 12. маја 1880. године. Био је ђак прве генерације новоотворене школе у Дубоком Потоку. Припада првим Колашинцима који су се школовали у чувеној Српској гимназији у Цариграду. Сачувана је и фотографија из тог времена на којој је Данило са Мијатом Божовићем из Придворице и Петком Краговићем из Кобиље Главе. Сликани су у празничном оделу ученика Цариградске гимназије које је „било најлепше и најскупоценије одело од свих наших других гимназија. На оковратнику спреда стајао је монограм СШ (Српска школа), ради разликовања наших ученика од ученика других школа. Ученици су водили рачуна о том натпису, да у вароши не повреде достојанство школе”. Има мишљења да је школовање окончао у Скопљу. У Цариграду су му професори били Станоје Станојевић, Јован Радонић, Валеријан Прибићевић и Стеван Маринковић. Познато је да су у ову школу слата само деца из добрих и поштених кућа, које су биле одане српству. Учитељску каријеру започео је у Страњанима код Пријепоља, 1902. године. На другом месту стоји да је те године био учитељ и у Аљиновићима код Сјенице. У Страњанима остаје до 1905. године када одлази на школовање у Русију. Није познато када се вратио са школовања. Пре Другог светског рата радио је као финансијски службеник у Београду. Колаци из Бања поседују смисао за народно стваралаштво. Изразитом колачком песмом сматра се народна песма: „Аој врана гологлава, где си капу изгубила, на дно Бања, на Догања...”. Изврсни казивачи народних умотворина били су Милосав Милић и Станојка Бојовић. Неколико народних умотворина, које је казивала Станојка, забележио је и објавио Благоје Божовић. Изузетан смисао за приповедање и хумор имала је Наталија Гена Бојовић (удата Костић). Извандредан певач старих колашинских песама био је Војислав Војо Бојовић.
Познати трговац био је Владимир Миро Гвозденовић, који је, поред Ибра, имао пре Другог светског рата продавницу „Бање”, познату као Миров дућан. По робу је ишао у Грчку и Мађарску. Међу мајсторима истицали су се Божидар Луковић из Клечака и Радун Милић из Бања. У засеоку Клечке, су, такође, Колаци са данашњим презименом Луковић. Иако у Клечцима има гробље, Луковићи своје умрле односе у старо браственичко гробље у Бање. У Врановићи (општина Нови Пазар) живе Добрићи који су се из Бања доселили средином 19. века (6 кућа). Из породице ових Колаковића био је и кнез Илија за кога је везана једна не баш популарна епизода. Њега је народ проклео, јер је слагао цара да народ добро живи и да у крају све рађа. „По казивању Јефта Ј. Добрића из Оклаца (јануар 1966. године) кнез Илија Колаковић, који је држао села у подножју града Јелеча, једном приликом, на питање цара у Цариграду, како народ живи, рекао је да народ живи доста добро и да у његовој кнежини успевају жита свих врста, што је супрутно од чињеничног стања. Цар га је даровао сабљом и ослободио свих дажбина. Народ га је проклео. Више година у његовој кући владао је помор у породици. Његови унуци променили су презиме у Добрић, да би по народном веровању престао помор. По предању његов гроб се три пута отварао, све докле нису закопали живог петла и заболи у његов гроб глогов колац, како би се обистинила она народна: Од крви ћеш побегнути, а од клетве ти нема места!”. Ејуп Мушовић их погрешно повезује са Добрићима у Брњаку и Оклацима са којима они нису у сродству, осим што носе исто презиме. Добрићи у Брњацима су Коматовићи из племена Куча, док су Добрићи у Врановићу Колаци. Међу Добрићима било је много познатих домаћина и угледних људи. Као кириџије (најамни превозници робе) су се истакли Миленко и Томо Добрић. Саватије Добрић је имао редак дар санирања ломова, уганућа и ишчашења. Његов брат Павле био је међу ретким писменим људима свога времена. Читао је и тумачио писма и документа многима у крају. Колаци живе и у колашинском селу Драгочеву и носе презиме Николић.

## Исељавање из Колашина
Колаци се из Колашина исељавају у села Јавор и Андријаш код Новог Пазара, затим у Борач, Витановац и Витковац у Гружи. Насељавају и топличка села Бело Поље, Рачу, Дешишку и Вучу, а у Средњем Ибру има их у селима Мекиниће, Постење и Копориће. Колаци у Јавору су Вукосављевићи и Милојевићи, а у Андријашу Марковићи. Постоји предање да је предак борчанских Колака, Никола, дошао из Колашина за време Карађорђевог ратовања око Новог Пазара и Сјенице. Фамилија су са Колаковићима у Витановцу. Милисав Лутовац каже да су Колаковићи из Борча и Витановца пореклом из Старог Колашина. Нема научне потврде да су они из Риђана преко Липова дошли у Борач. Реченичну конструкцију о том путу Бориша Радовановић преузима од Василије Колаковић, која не помиње Липово, већ говори о исељавању Колака из Риђана у Туље у Поповом пољу. Први писани траго о Колацима у Борчу је из 1837. године. У матичним књигама Борачке цркве убележено је име Колак и Колаковић Сретен и Срећко. Колаковићи из Витанова су досељени из Колашина. Славе Светог Николу и преславу, Светог Илију. Драгић је забележио да су мењали славу да их Турци не пронађу. Младенићи (Колаци) први су дошли у Витковац, још пре Првог српског устанка. Побегли су из Колашина где су убили једног Турчина. Колаци у Витановцу су са њима једна фамилија. Колаци из Белог Поља данас носе презиме Јовић, које су добили по претку Јовану, који је око 1850. године из Старог Колашина дошао у Бело Поље. Јован је имао сина Тимотија, који је живео само 32. године. Тимотије је имао сина јединца Милорада (1892-1955), који је био познат у крају као Милорад Колак. Био је саборац и лични пријатељ Косте Пећанца. Радио је као државни службеник у Куршумлији и Скопљу.
Сачувани су бројни топоними који говоре о присуству Колака у топличком селу Рача: Колаци, Колачка вода, Колачке ливаде, Колачко гробље, Колачка воденица (Равни Шорт). Колаци у Рачи су Вукотићи. Потичу од Вукоте, који је имао још четири брата: Павле, отуда Павловићи у Вучи; Михајло, од њега Михајловићи из Дешишке; Јован од којег су Јовићи у Белом Пољу и Вићентије, по коме су добили презиме Вићентијевићи у Рачи. У Дешишки Колацима припадају Михајловићи, а у Вучи: Павловићи, Мојсиловићи и Николићи. У Мекинићима (Средњи Ибар, општина Лепосавић) живе Радосављевићи (1 кућа) и Колаковићи (2 куће), који су се раније презивали Радисављевићи, али су због неких разлога узели старо презиме. Радосав и Радисав су били браћа. Чува се породично предање да је породицу из Црне Горе преко Бања у Ибарском Колашину и Јавора на Рогозни у Мекиниће довео Јанићије Колак. Из Мекинића је Глигорије Радосављевић због турског зулума пребегао у Куршумлију 1889. године. Веселиновићи (3 куће) у Постењу досељени су из Бања у Ибарском Колашину. Кажу да су од неке Коле. Гвоздићи су такође Колаци. Досељени су из Кориља код Звечана, где су дошли из Бања. Блиску су род са Веселиновићима на шта упућује исто порекло, слава и међусобно неорођивање. Тодићи—Бањци (4 куће) у Копорићу су такође досељени из Бања.

## Промена презимена
Осим у најстаријем облику Колак, презиме се среће и у форми Колаковић. У најстарије писане трагове презимена у овој форми се среће у Дечанском поменику. Тамо су поклоници Манда, Комлен Милан и Вукадин (из колашинског села Пресека) уписали и своје презиме Колаковић. Они су, највероватније, негде у 18. веку посетили манастир Дечане и уписали се у Поменик. Презиме Колаковић налази се и у Чибучком тевтеру из 1824. године (реч је о Колаковићима из Рајца), као и у Матичним књигама цркве у Борчу из 1837. године. Својеврсно србизирање презимена среће се међу хумским Колацима 1875. године и то у Брчком, где је син Васиног брата Митра, Војислав, заведен у црквену матичну књигу под презименом Колаковић. То је по мишљењу Василије Колаковић „најстарији сачувани траг о споменутој промени презимена, још за време турске управе у Босни”. Међутим, друго његово дете је 1879. године уписано са презименом Колак. Устаљено коришћење презиме Колаковић у Брчком код познатих трговаца почиње крајем 19. века. Сам Васо Колак се и између два светска рата потписивао старим презименом. Недоследно коришћење презимена налазимо и у самом Хуму. Матичне књиге с краја 19. века чувају форму Колаковић, док се после 1900. године користи презиме Колак. Тиме се хумски Колаци опредељују дефинитивно за своје праотачко риђанско презиме. Њихови рођаци у Београду, по угледу на брчанске трговце, опредељују се за презиме Колаковић.
Колаци који су дошли у Колашин или населили друге крајеве у Србији такође су се одрекли старог презимена Колак. Неки су се определили за облик Колаковић, док су други узели презиме по свом претку. Има случајева да веома блиски рођаци носе различита презимена као Колаковићи и Радосављевићи у Мекинићима. На другој страни, Колаци са промењеним презименом врло радо уз своје ново презиме додају и Колак, чиме с поносом истичу своје старо порекло. Тако на гробу чувеног четника Љубомира Вукотића у Рачи стоје поред презимена Вукотић и Колак. У Мекинићима код Лепосавића сачувано је сећање на претка Јанићија Колака. У матичним књигама Борачке цркве из 1837. године налази се, поред презимена Колаковић, уписано и презиме Колак. У богатој породичној архиви Колаковића из Витановца сачувано је сведочанство о старом презимену Колак. У једној тапији од 12. априла 1844. године као сведок се наводи Обрад Колак. У судском сведочанству Округа крагујевачког од 31. октобра 1855. године као купац воденице наводи се Ристо Колак из Витановца. У тапији од 10. маја 1865. године као купац воћњака помиње се Крсто Колак из Витановца. У документима с краја 19. века наилазимо на паралелну употребу презимена Колак и Колаковић. Тако у пресуди о подели задружног имања Колаковића из Витановца, од 9. јануара 1885. године, презиме сведока Павла два пута се, у истом документу, наводи као Колак и исто толико пута као Колаковић. На споменику Јосифа Колака, писара и благајника општине Витановца, који је умро 1898. године, налази се стара форма презимена.
Има примера истовремене употребе старог и новог презимена — пример чувеног ратника Јоксима Васовића-Колаковића. У многим селима где живе Колаци, а најбољи пример за то је Бање, нема више презимена Колак или Колаковић. Последњи је био Данило Колаковић, ученик Цариградске гимназије. Ово село је и пример да се од некадашњих Колака изродило највише презимена: Бојовић, Милуновић, Гвозденовић, Радојевић, Милић, Пантелић, Маринковић, Васиљевић, Јосивљевић, Радовановић, Лазовић, Марковић, Луковић. Слична је ситуација у Јарменовцима и у неким другим селима.

## Слава
Тешко је утврди којег су светитеља славили преци данашњих Колака, јер данас они славе више слава. Колаци из Старог Колашина, Груже, Топлице, Средњег Ибра, Старе Рашке, Рогозне и Лаба славе Светог Николу и праславу Светог Илију (осим Колаковића из Борча који славе само Светог Николу). По томе би се могло закључити да су се борчански Колаци најраније одвојили од осталих, пре него што је почело заједничко слављене Светог Илије као преславе. Колаци који славе Светог Николу очигледно припадају једном ито, највероватније, навећем братственичком језгру. Они су свакако имали један пут изласка из Никшићке жупе односно Старе Херцеговине, који их је довео до Старог Колашина. Одатле су неки од њих наставили даље, према Средњем Ибру, Топлици и Гружи. Светог Николу славе и Колаковићи из Рајца, па се може претпоставити да припадају истој грани Колака.
Колаци у Качеру (Јарменовци, Калањевци), Колубари и Подгорини (Гуњица, Бабајић) и Јасеници (Паланка) славе Светог Луку.
У Ваљевској Тамнави славе Ђурђић (Бајевце) и Аранђеловдан (Стублине).
Колаци у Хуму, Херцеговини, славе Светог Јована, а прислужују Васркс, као и староседеоци Јаловице. Из тога би се могло закључити да су доласком у Хум променили стару славу.